# أندريه باربوليسكو
أندريه باربوليسكو (بالرومانية: Andrei Bărbulescu)‏ (مواليد 16 أكتوبر 1909) هو لاعب كرة قدم. يلعب مع منتخب رومانيا لكرة القدم. سبق له أن لعب في كأس العالم لكرة القدم مع منتخب بلاده.

## روابط خارجية
- أندريه باربوليسكو على موقع الاتحاد الدولي (مؤرشف)  (الإنجليزية)
- أندريه باربوليسكو على موقع قاعدة بيانات كرة القدم.إي يو (الإنجليزية)
- أندريه باربوليسكو على موقع ناشيونال فوتبول تيمز (الإنجليزية)
- أندريه باربوليسكو على موقع Soccerway.com (الإنجليزية)
- أندريه باربوليسكو على موقع عالم كرة القدم.نت (الإنجليزية)